# Tang-e Shūhān-e Soflá
Tang-e Shūhān-e Soflá är en ort i Iran.   Den ligger i provinsen Kermanshah, i den västra delen av landet, 500 km väster om huvudstaden Teheran. Tang-e Shūhān-e Soflá ligger 1 557 meter över havet och antalet invånare är 482.
Terrängen runt Tang-e Shūhān-e Soflá är huvudsakligen kuperad, men söderut är den platt. Terrängen runt Tang-e Shūhān-e Soflá sluttar söderut. Runt Tang-e Shūhān-e Soflá är det ganska tätbefolkat, med 149 invånare per kvadratkilometer. Närmaste större samhälle är Eslāmābād-e Gharb, 19,6 km väster om Tang-e Shūhān-e Soflá. Omgivningarna runt Tang-e Shūhān-e Soflá är i huvudsak ett öppet busklandskap.